# 散弾銃の男
『散弾銃（ショットガン）の男』（ショットガンのおとこ、英訳題：The Man with a Shot-gun）は、1961年制作・公開の日活映画。上映時間：84分。
『殺しの烙印』『ツィゴイネルワイゼン』の鈴木清順が監督し、二谷英明が主演した。脚本は松浦健郎と石井喜一、撮影は『馬喰一代』（1951年）の峰重義。
いわゆるＢ級映画に分類されるアクションものだが、かの『シェーン』を思わせるような、まるで西部劇と見まがうが如き垢ぬけたテイストが、当時の観客を瞠目させた。
メイン・タイトルでは、「散弾銃」の上に「ショットガン」とルビが振ってある。

## あらすじ
日本のとある山、鷲霊山は、土地の者は誰も登ろうとしない魔の山であった。
ある日、一人の男・渡良次が、散弾銃を肩に鷲霊山に登って行く。彼はいいなづけを殺され、その犯人を探してここまでやって来たのだった。
突然、数人の男たちが良次を襲うが、彼はひとりで撃退してしまう。森の中の西岡製材所の社長・西岡は、良次を見込んで用心棒に採用する。
その夜、良次は町に出て、西岡の情婦・春江がマダムをしているバーに入る。そこで良次は、バーの用心棒・ジープの政が持っている真珠のネックレスを見て驚く。それは彼の許婚者の持物だった。
良次と政は喧嘩になるが、町の私設保安官・奥村が止めに入る。奥村は愛妻を二ヵ月前に何者かに殺され、犯人捜査のため保安官になったのだった。良次と奥村は、互いの境遇を共感しあう。
ある日、奥村が暴漢に襲われて負傷し、彼は良次も一味だと誤解するが、奥村の妹・節子だけは良次を信じていた。
奥村の後任保安官に良次が選任されるが、西岡は、邪魔になった良次を追い出すため、政と対決させる。
決闘場の山かげの盆地には、西岡が秘密に栽培しているケシ畠があった。西岡一味は生阿片を密売していたのだ。
良次と政の銃が火を噴く寸前、西岡の子分たちが襲いかかり、秘密を知った彼らを皆殺しにしようとする。だが、良次の早撃ちは、子分どもを撃退した。
窮地を逃れた良次は、西岡に監禁されていた節子を救い出す。そこにかけつけた警官隊の中に政がいた。政は麻薬取締官だったのだ。
こうして山に平穏が訪れ、去って行く良次のあとを、節子が全力疾走で追いかけるのだった。

## スタッフ
- 監督：鈴木清順
- 脚本：松浦健郎・石井喜一
- 原案：陶山智
- 企画：岩井金男
- 撮影：峰重義
- 美術：佐谷晃能
- 音楽：池田正義
- 録音：福島信雅
- 照明：三尾三郎
- 編集：鈴木晄
- スチル：斎藤誠一

## キャスト
- 二谷英明　…渡良次
- 芦川いづみ…奥村節子
- 小高雄二　…ジープの政
- 南田洋子　…春江
- 高原駿雄　…奥村
- 郷鍈治　…勝
- 江幡高志　…鎌
- 田中明夫　…西岡
- 浜村純　　…村長
- 佐野浅夫　…黒沼
- 嵯峨善兵　…金東光
- 野呂圭介　…寅
- 久松洪介　…世話役１
- 伊東柳晴　…バーのアコーディオン奏者
- 高野誠二郎…世話役２
- 紀原土耕　…百姓男
- 河野弘　　…西岡の乾分１
- 八代康二　…西岡の乾分２
- 伊豆見雄　…金の子分1
- 小林亘　　…西岡の乾分3
- 宮川敏彦　…金の乾分2
- 高橋明　…西岡の乾分4
- 村上和也　…西岡の乾分5
- 里実　…西岡の乾分6
- 二木草之助…世話役３
- 山口弘吉　　…キチ
- 岩手征四郎　…セイ公
- 高緒弘志　　…西岡の乾分7
- 浜田義則　　…西岡の乾分8
- 佐久間健太郎　…西岡の乾分9
- 水川国也　　…西岡の乾分10
- 花柳礼奈　　…炭焼の娘
- 高瀬将敏　　…技斗
- 以下ノンクレジット
- 高山千草、加納千嘉　…賄い婦
- 東郷秀美、榎木兵衛、本目雅昭、黒田剛、戸波志朗、英原穣二、澄川透、川村昌之、志方稔、小柴隆、石崎克巳、速水脩二、久遠利三、水木京一、式田賢一　…西岡の乾分
- 立石日佐子、漆沢政子、宮沢尚子、興梠佐智子、横田楊子　…バーのホステス
- 藤井昭雄、糸賀晴雄　…バーのバーテン
- 菅原義夫　　…バーの客
- 市原久照、上原一二三、玉井謙介、小野武雄　…世話役